# 义社十兄弟
义社十兄弟是宋太祖赵匡胤发动陈桥兵变代后周建宋朝之基本力量之一，是以赵匡胤为首的所谓“太祖义社兄弟”，也称为“义社十兄弟”，分别为赵匡胤、杨光义、石守信、李继勋、王审琦、刘庆义、刘守忠、刘廷让、韩重赟、王政忠。